# 熊榮
熊榮（1484年—？），字以仁，號磨溪，河南汝寧府光州光山縣人，軍籍，明朝政治人物。

## 生平
正德二年（1507年）丁卯科河南鄉試第十八名舉人，十二年（1517年）中式丁丑科會試第二百四名，三甲第五十五名進士。戶部觀政，授行人司行人，十四年（1519年）四月因諫明武宗南巡，受廷杖，降南京國子監學正。明世宗即位，十六年（1521年）五月起復行人原職，嘉靖元年（1522年）升浙江道監察御史，四年（1525年）巡按直隸，八年（1529年）巡按山東，剿滅濟南府流賊王文等，移按云南，协征岑猛有功，十年（1531年）出為浙江按察司副使，十三年（1534年）三月升陝西布政使司右參政，致仕。

## 家族
曾祖熊暉；祖父熊孟翹，壽官；父熊寧。前母周氏；母吳氏。慈侍下。兄熊槩、熊欒、熊森、熊杲。